# 3.ᵉʳ distrito electoral de Chile
El tercer distrito electoral es un distrito electoral de la Cámara de Diputados de Chile. Creado en la reforma electoral de 2015, está compuesto por la totalidad de la región de Antofagasta y, según el censo de 2017, posee 607 534 habitantes. Elige cinco representantes usando el sistema D'Hondt.

## Composición
El distrito está compuesto por nueve comunas:
| Comuna               | Comuna         | Población (2017) |
| -------------------- | -------------- | ---------------- |
|                      | Antofagasta    | 361 873          |
| Calama               | 165 731        |                  |
| Tocopilla            | 25 186         |                  |
| Mejillones           | 13 467         |                  |
| Taltal               | 13 317         |                  |
| San Pedro de Atacama | 10 996         |                  |
| Sierra Gorda         | 10 186         |                  |
| María Elena          | 6 457          |                  |
| Ollagüe              | 321            |                  |
| Total regional       | Total regional | 607 534          |

## Diputados
| Elección | Diputado | Diputado                               | Diputado                   | Diputado                          | Diputado                      | Diputado                 | Diputado                 | Diputado                             | Diputado | Diputado                              |
| -------- | -------- | -------------------------------------- | -------------------------- | --------------------------------- | ----------------------------- | ------------------------ | ------------------------ | ------------------------------------ | -------- | ------------------------------------- |
| 2017     |          | José Miguel Castro Renovación Nacional |                            | Paulina Núñez Renovación Nacional |                               | Marcela Hernando Radical |                          | Esteban Velásquez Regionalista Verde |          | Catalina Pérez Revolución Democrática |
| 2021     |          | José Miguel Castro Renovación Nacional | Yovana Ahumada De la Gente |                                   | Jaime Araya Por la Democracia |                          | Sebastián Videla Liberal |                                      |          | Catalina Pérez Revolución Democrática |